# George Davies (football, 1996)
Pour les articles homonymes, voir George Davies et Davies.
George Kweku Davies, abrégé George Davies, né le 16 novembre 1996 à Freetown, est un footballeur international sierraléonais. Il évolue au poste d'ailier au FC Admira Wacker Mödling.

## Carrière

### En club
George Davies signe son premier contrat professionnel en 2014 avec le Greuther Fürth.

### En sélection
Il honore sa première sélection le 8 juin 2013, lors d'un match contre la Tunisie rentrant dans le cadre des éliminatoires du mondial 2014 (score : 2-2).

## Statistiques
| Saison                | Club                  | Championnat           | Championnat | Championnat | Coupe(s) nationale(s) | Coupe(s) nationale(s) | Total | Total |
| Saison                | Club                  | Division              | M.          | B.          | M.                    | B.                    | M.    | B.    |
| 2014-2015             | Greuther Fürth        | 2. Bundesliga         | 2           | 0           | 0                     | 0                     | 2     | 0     |
| 2015-2016             | Greuther Fürth        | 2. Bundesliga         | 5           | 0           | 0                     | 0                     | 5     | 0     |
| 2016-2017             | Greuther Fürth        | 2. Bundesliga         | 1           | 0           | 0                     | 0                     | 1     | 0     |
| Total sur la carrière | Total sur la carrière | Total sur la carrière | 8           | 0           | 0                     | 0                     | 8     | 0     |